# Ligne de Howrah à Delhi
La Ligne Howrah à Delhi est une ligne ferroviaire de l'Inde qui relie Howrah  près de Calcutta à la capitale indienne New Delhi via la ville de Patna.

## Histoire
C'est la East Indian Railway Company créée en juin 1845 qui étudie en 1846 le projet de construire une ligne ferroviaire reliant Calcutta à Delhi via Mirzapur. Après avoir signé un accord d'association avec la East India Company le chantier démarre en 1851. Le premier tronçon de Howrah à Hugli-Chuchura est ouvert le 15 août 1854 puis le tronçon Hugli-Chuchura à Raniganj est ouvert en février 1855. La ligne rallie Rajmahal en octobre 1859, Bhagalpur en 1861, Munger en 1862, Varanasi en décembre 1862. Le tunnel de Jaipur et le pont sur la rivière Son sont édifiés. En 1863-1864 les sections Allahabad-Kanpur-Tundla et Aligarh-Ghaziabad sont achevées. Les ponts sur la rivière Yamuna près de Delhi et à Allahabd ainsi que la gare de Delhi achevés en 1864-1865, la ligne de chemin de fer est ouverte en 1866 pour le premier train baptisé 1 dn / 2 up (dn pour down: destination → source, up: source → destination).

## Caractéristiques

### Matériel roulant
Le train est composé d'une locomotive électrique Class Wap-4 ou Wap-7 et de 22 voitures dont 11 voitures-couchettes.

## Exploitation
Le service voyageurs est assuré par le train « Poorva Express » (n° 12303, 12304) qui relie Howrah à New Delhi en 23 heures et 10 minutes. 

## voir aussi

### articles connexes
- Transport ferroviaire en Inde
- Indian Railways